# Shai Gilgeous-Alexander
Shaivonte Aician Gilgeous-Alexander, né le 12 juillet 1998 à Toronto (Ontario), est un joueur professionnel canadien de basket-ball. Il évolue actuellement aux postes de meneur et arrière au Thunder d'Oklahoma City. Il mesure 1,98 m pour 89 kg.

## Biographie
Shaivonte Aician Gilgeous-Alexander, connu sous le nom de Shai Gilgeous-Alexander, est né le 12 juillet 1998 à Toronto, en Ontario, au Canada. Il est le fils de Charmaine Gilgeous, une ancienne sprinteuse olympique ayant représenté Antigua-et-Barbuda aux Jeux olympiques de 1992 à Barcelone, et de Vaughn Alexander, un ancien joueur de basket-ball au niveau secondaire à Toronto,.
À l'âge de 10 ans, à la suite de la séparation de ses parents, Shai déménage à Hamilton, en Ontario, avec sa mère et son frère cadet. Il fréquente l'école secondaire catholique St. Thomas More, où il est initialement écarté de l'équipe de basketball en 9e année. Déterminé à poursuivre sa passion pour le basketball, il intègre ensuite l'académie Hamilton Heights Christian Academy à Chattanooga, dans le Tennessee, aux États-Unis, où il se fait remarquer pour ses performances sur le terrain.
En dehors du basket-ball, Shai Gilgeous-Alexander est connu pour son intérêt marqué pour la mode, souvent salué pour son style vestimentaire audacieux et distinctif. Il cite Allen Iverson ou encore Kobe Bryant comme des influences majeures, tant sur le plan du jeu que du style personnel.

### Carrière universitaire
Après un parcours au lycée Hamilton Heights Christian Academy, Shai Gilgeous-Alexander rejoint l'université du Kentucky pour la saison 2017-2018, sous la direction de l'entraîneur John Calipari. Initialement remplaçant, il s'impose rapidement comme titulaire grâce à ses performances constantes et son impact des deux côtés du terrain.
Au cours de sa seule saison universitaire, il dispute 37 matchs, affichant des moyennes de 14,4 points, 5,1 passes décisives, 4,1 rebonds et 1,6 interception par match, avec une efficacité de 48,5 % aux tirs, 40,4 % à trois points et 81,7 % aux lancers francs. Il se distingue particulièrement lors du tournoi de la Southeastern Conference (SEC), où il est nommé MVP après avoir mené les Wildcats au titre, notamment grâce à une performance de 29 points en finale contre Tennessee,.
Les Wildcats atteignent la March Madness du tournoi National Collegiate Athletic Association (NCAA), où ils sont éliminés par Kansas State. À l'issue de cette saison, Shai Gilgeous-Alexander est sélectionné dans la All-SEC Second Team, la SEC All-Freshman Team et l'équipe du tournoi SEC. Le 9 avril 2018, il se présente à la draft 2018 de la NBA.

### Carrière professionnelle

#### Clippers de Los Angeles (2018-2019)
Shai Gilgeous-Alexander est sélectionné en 11e position de la draft 2018 par les Hornets de Charlotte, puis immédiatement échangé aux Clippers de Los Angeles. Lors de sa saison rookie, il dispute les 82 matchs de la saison régulière, dont 73 en tant que titulaire, avec une moyenne de 10,8 points, 3,3 passes décisives et 2,8 rebonds par match. Il est nommé dans la NBA All-Rookie Second Team. En playoffs, il contribue à la qualification des Clippers au premier tour, où ils affrontent les Warriors de Golden State.

#### Thunder d'Oklahoma City (2019-présent)
En juillet 2019, Gilgeous-Alexander est transféré au Thunder d'Oklahoma City dans le cadre de l'échange envoyant Paul George aux Clippers. Dès sa première saison avec le Thunder, il devient le meilleur marqueur de l'équipe avec une moyenne de 19,0 points par match, et aide l'équipe à atteindre les playoffs en tant que cinquième tête de série.
Au fil des saisons suivantes, malgré des blessures en 2020-2021 et 2021-2022, il continue à progresser, culminant à 24,5 points par match en 2021-2022. En août 2021, il prolonge en signant le plus gros contrat possible, soit une offre de 172 millions de dollars sur cinq ans. La saison 2022-2023 marque un tournant dans sa carrière : il est sélectionné pour son premier All-Star Game, nommé dans la All-NBA First Team et termine quatrième meilleur marqueur de la ligue avec 31,4 points par match. Il mène le Thunder, alors la plus jeune de ligue et la deuxième plus jeune de l’histoire de la NBA, à la dixième place de la Conférence Ouest. Contre toute attente, alors que l’équipe était promise à la course au tanking, ils accrochent une place pour le Play-In Tournament NBA.

##### Leadership, champion NBA et contrat record (2023-2025)
La saison 2023-2024 voit Shai Gilgeous-Alexander confirmer son statut de superstar. Il est sélectionné pour son deuxième All-Star Game consécutif, nommé à nouveau dans la All-NBA First Team et termine deuxième au vote du NBA Most Valuable Player avec 640 points derrière Nikola Jokić (926),. Il affiche une moyenne de 31,4 points, 5,5 rebonds et 6,2 passes décisives par match.
La saison 2024-2025 marque une étape majeure dans la carrière de Shai Gilgeous-Alexander qui s'affirme comme l'un des meilleurs joueurs de la NBA. Il mène le Thunder d'Oklahoma City à un record de franchise avec 68 victoires en saison régulière, terminant en tête de la Conférence Ouest, avec une avance confortable sur le reste des équipes. Individuellement, il est le meilleur marqueur de la ligue avec une moyenne de 32,7 points par match, accompagnée de 5,0 rebonds, 6,4 passes décisives, 1,7 interceptions et 1,0 contre par match, tout en affichant une efficacité remarquable avec 51,9 % de réussite aux tirs et 89,8 % aux lancers francs. Parmi ses performances notables, il inscrit 54 points le 22 janvier 2025 contre le Jazz de l'Utah, établissant ainsi son record personnel de la saison. Il réalise également 13 matchs à 40 points ou plus au cours de la saison, démontrant une régularité impressionnante au plus haut niveau. Il est sélectionné pour la troisième fois consécutive au All-Star Game, qui se déroule à San Francisco, et consolide sa position parmi les élites de la ligue. Suite à ses performances exceptionnelles, il remporte le titre de NBA Most Valuable Player de la saison régulière avec 913 votes, devant Nikola Jokić (787) et Giánnis Antetokoúnmpo (470),,. À cette occasion, il devient le deuxième Canadien à recevoir ce titre après Steve Nash. Cette saison est marquée par l'ascension de "SGA" au rang de superstar, combinant performances individuelles exceptionnelles et leadership collectif, positionnant le Thunder d'Oklahoma City comme un prétendant sérieux au titre.
Le 22 juin 2025, le Thunder d'Oklahoma City remporte les finales NBA 2025 contre les Pacers de l'Indiana (4 victoires à 3),,. Shai Gilgeous-Alexander est élu meilleur joueur des Finales NBA,,. Meilleur marqueur de la saison, élu NBA Most Valuable Player et meilleur joueur des Finales NBA, il réalise un triplé quasi historique puisque seuls Kareem Abdul-Jabbar, Michael Jordan et Shaquille O'Neal avaient déjà réalisé cet exploit,. Il a également été élu MVP des finales de conférence.
Le 1er juillet 2025, il prolonge son contrat de quatre ans pour 285 millions de dollars avec le Thunder d'Oklahoma City,,. Avec ce nouveau contrat, il touchera près de 70 millions de dollars par an en moyenne, ce qui constitue un nouveau record en terme de salaire annuel en NBA,,.

### Équipe nationale
Shai Gilgeous-Alexander commence sa carrière internationale avec l'équipe canadienne des moins de 18 ans lors du Championnat des Amériques U18 de la FIBA en 2016, où il a contribué à la médaille d'argent de l'équipe en enregistrant en moyenne 7,8 points, 4,0 rebonds et 5,4 passes décisives par match.
Le 1er juillet 2022, pour sa première sélection en équipe nationale, Gilgeous-Alexander marque 32 points et fait 5 passes décisives pour permettre aux Canadiens de s’imposer 95-75 face à la République dominicaine. Il participe ensuite aux éliminatoires de la zone Amériques pour la Coupe du monde FIBA 2023, affichant des moyennes de 26,3 points, 4,0 rebonds et 4,7 passes décisives sur trois matchs.
Lors de la Coupe du monde FIBA 2023, il joue un rôle déterminant en menant le Canada à sa première médaille dans l'histoire du tournoi, une médaille de bronze obtenue après une victoire contre les États-Unis. Il est nommé dans le cinq majeur du tournoi, devenant le premier Canadien à recevoir cet honneur, grâce à des performances remarquables, notamment 31 points inscrits lors du match pour la troisième place .
Aux Jeux olympiques de Paris 2024, il continue à briller en menant le Canada à un bilan de 3-0 en phase de groupes, avec des victoires contre la Grèce, l'Australie et l'Espagne. En quart de finale contre la France, malgré une défaite, il inscrit 27 points. Sur l'ensemble du tournoi, il affiche des moyennes de 21,0 points, 4,3 rebonds et 4,0 passes décisives par match.

## Palmarès

### National
- Trophée Étoile du Nord en 2023

### Universitaire
- Second-team All-SEC en 2018
- SEC All-Freshman Team en 2018
- SEC tournament MVP en 2018

### NBA
- Champion NBA en 2025 avec le Thunder d'Oklahoma City.
- 2× Champion de la Division Nord-Ouest en NBA avec le Thunder en 2024 et 2025.
- Champion de la Conférence Ouest en NBA avec le Thunder en 2025.

### Distinctions individuelles
- 3× NBA All-Star Game en 2023, 2024 et en 2025.
- 1x NBA Finals MVP en 2025.
- 1× NBA MVP de la saison régulière en 2025 .
- 1× MVP de la finale de conférence Ouest en 2025 .
- 3× All-NBA First Team en 2023, 2024 et 2025.
- 1× NBA All-Rookie Second Team en 2019.
- 4× Joueur du mois de la Conférence Ouest en décembre 2023, octobre-novembre 2024, décembre 2024 et en mars 2025.

### Sélection nationale
- Troisième à la Coupe du monde FIBA 2023.
- Élu dans le cinq majeur de la Coupe du monde FIBA 2023.
- Élu dans la FIBA All-Second Team des Jeux olympiques de Paris en 2024.

## Statistiques

### Universitaires
Les statistiques de Shai Gilgeous-Alexander en matchs universitaires sont les suivantes :
| Saison    | Équipe   | Matchs | Titul. | Min./m | % Tir | % 3pts | % LF | Rbds/m. | Pass/m. | Int/m. | Ctr/m. | Pts/m. |
| --------- | -------- | ------ | ------ | ------ | ----- | ------ | ---- | ------- | ------- | ------ | ------ | ------ |
| 2017-2018 | Kentucky | 37     | 24     | 33,7   | 48,5  | 40,4   | 81,7 | 4,14    | 5,11    | 1,65   | 0,49   | 14,38  |
| Total     | Total    | 37     | 24     | 33,7   | 48,5  | 40,4   | 81,7 | 4,14    | 5,11    | 1,65   | 0,49   | 14,38  |

### Professionnels

#### Saison régulière
| MVP de la saison | Champion NBA | Leader de la ligue |

| Saison        | Équipe        | Matchs | Titul. | Min./m | % Tir | % 3pts | % LF | Rbds/m. | Pass/m. | Int/m. | Ctr/m. | Pts/m. |
| ------------- | ------------- | ------ | ------ | ------ | ----- | ------ | ---- | ------- | ------- | ------ | ------ | ------ |
| 2018-2019     | L.A. Clippers | 82     | 73     | 26,5   | 47,6  | 36,7   | 80,0 | 2,80    | 3,30    | 1,20   | 0,50   | 10,80  |
| 2019-2020     | Oklahoma City | 70     | 70     | 34,7   | 47,1  | 34,7   | 80,7 | 5,90    | 3,30    | 1,10   | 0,70   | 19,00  |
| 2020-2021     | Oklahoma City | 35     | 35     | 33,7   | 50,8  | 41,8   | 80,8 | 4,70    | 5,90    | 0,80   | 0,70   | 23,70  |
| 2021-2022     | Oklahoma City | 56     | 56     | 34,7   | 45,3  | 30,0   | 81,0 | 5,00    | 5,90    | 1,30   | 0,80   | 24,50  |
| 2022-2023     | Oklahoma City | 68     | 68     | 35,5   | 51,0  | 34,5   | 90,5 | 4,80    | 5,50    | 1,60   | 1,00   | 31,40  |
| 2023-2024     | Oklahoma City | 75     | 75     | 34,0   | 53,5  | 35,3   | 87,4 | 5,50    | 6,20    | 2,00   | 0,90   | 30,10  |
| 2024-2025     | Oklahoma City | 76     | 76     | 34,2   | 51,9  | 37,5   | 89,8 | 5,00    | 6,40    | 1,70   | 1,00   | 32,70  |
| Total         | Total         | 462    | 453    | 33,1   | 50,1  | 35,5   | 86,2 | 4,80    | 5,10    | 1,40   | 0,80   | 24,45  |
| All-Star Game | All-Star Game | 4      | 3      | 12,7   | 73,3  | 68,8   | 50,0 | 2,30    | 3,50    | 0,30   | 0,30   | 14,00  |

Mise à jour le 13 avril 2025

#### Playoffs
| Champion NBA | Titre MVP des finales NBA |

| Saison | Équipe        | Matchs | Titul. | Min./m | % Tir | % 3pts | % LF | Rbds/m. | Pass/m. | Int/m. | Ctr/m. | Pts/m. |
| ------ | ------------- | ------ | ------ | ------ | ----- | ------ | ---- | ------- | ------- | ------ | ------ | ------ |
| 2019   | L.A. Clippers | 6      | 6      | 28,8   | 46,7  | 50,0   | 85,0 | 2,70    | 3,20    | 1,00   | 0,80   | 13,70  |
| 2020   | Oklahoma City | 7      | 7      | 38,9   | 43,3  | 40,0   | 95,7 | 5,30    | 4,10    | 1,00   | 0,40   | 16,30  |
| 2024   | Oklahoma City | 10     | 10     | 39,9   | 49,6  | 43,2   | 79,0 | 7,20    | 6,40    | 1,30   | 1,70   | 30,20  |
| 2025   | Oklahoma City | 23     | 23     | 37,0   | 46,2  | 28,3   | 87,6 | 5,30    | 6,50    | 1,70   | 0,90   | 29,90  |
| Total  | Total         | 46     | 46     | 37,0   | 46,8  | 35,0   | 85,9 | 5,39    | 5,69    | 1,39   | 0,97   | 25,78  |

Mise à jour le 24 juin 2025

## Records sur une rencontre en NBA
Les records personnels de Shai Gilgeous-Alexander en NBA sont les suivants, :
| Type de statistique        | Saison régulière | Saison régulière            | Saison régulière | Playoffs | Playoffs                    | Playoffs     |
| Type de statistique        | Record           | Adversaire                  | Date             | Record   | Adversaire                  | Date         |
| -------------------------- | ---------------- | --------------------------- | ---------------- | -------- | --------------------------- | ------------ |
| Points                     | 54               | Jazz de l'Utah              | 22 janvier 2025  | 40       | @ Timberwolves de Minnesota | 26 mai 2025  |
| Paniers marqués            | 18               | @ Warriors de Golden State  | 27 novembre 2024 | 14       | 2 fois                      | 2 fois       |
| Paniers tentés             | 35               | Jazz de l'Utah              | 22 janvier 2025  | 30       | @ Timberwolves de Minnesota | 26 mai 2025  |
| Paniers à 3 points réussis | 6                | Spurs de San Antonio        | 24 février 2021  | 4        | @ Mavericks de Dallas       | 18 mai 2024  |
| Paniers à 3 points tentés  | 12               | 2 fois                      | 2 fois           | 7        | 2 fois                      | 2 fois       |
| Lancers francs réussis     | 18               | 2 fois                      | 2 fois           | 12       | @ Timberwolves de Minnesota | 26 mai 2025  |
| Lancers francs tentés      | 21               | @ Warriors de Golden State  | 29 janvier 2025  | 14       | @ Timberwolves de Minnesota | 26 mai 2025  |
| Rebonds offensifs          | 5                | @ Rockets de Houston        | 1er février 2023 | 3        | @ Nuggets de Denver         | 9 mai 2025   |
| Rebonds défensifs          | 18               | @ Timberwolves du Minnesota | 13 janvier 2020  | 10       | 3 fois                      | 3 fois       |
| Rebonds totaux             | 20               | @ Timberwolves du Minnesota | 13 janvier 2020  | 13       | @ Nuggets de Denver         | 9 mai 2025   |
| Passes décisives           | 14               | 2 fois                      | 2 fois           | 12       | Pacers de l'Indiana         | 22 juin 2025 |
| Interceptions              | 7                | Spurs de San Antonio        | 14 novembre 2023 | 4        | 3 fois                      | 3 fois       |
| Contres                    | 4                | 4 fois                      | 4 fois           | 5        | @ Mavericks de Dallas       | 11 mai 2024  |
| Balles perdues             | 8                | 2 fois                      | 2 fois           | 5        | 2 fois                      | 2 fois       |
| Minutes jouées             | 48               | Raptors de Toronto          | 4 février 2024   | 48       | Rockets de Houston          | 22 août 2020 |

- Double-double : 45 (dont 9 en playoffs)
- Triple-double : 2

Dernière mise à jour : 22 juin 2025

## Salaires
Les gains de Shai Gilgeous-Alexander en NBA sont les suivants :
| Saison      | Équipe                  | Salaire      |
| ----------- | ----------------------- | ------------ |
| 2018-2019   | Clippers de Los Angeles | 3 375 360 $  |
| 2019-2020   | Thunder d'Oklahoma City | 3 952 920 $  |
| 2020-2021   | Thunder d'Oklahoma City | 4 141 320 $  |
| 2021-2022   | Thunder d'Oklahoma City | 5 495 532 $  |
| 2022-2023   | Thunder d'Oklahoma City | 30 913 750 $ |
| 2023-2024   | Thunder d'Oklahoma City | 33 386 850 $ |
| Total Gains | Total Gains             | 81 265 732 $ |
| 2024-2025   | Thunder d'Oklahoma City | 35 859 950 $ |
| 2025-2026   | Thunder d'Oklahoma City | 38 333 050 $ |
| 2026-2027   | Thunder d'Oklahoma City | 40 806 150 $ |

## Vie privée
Il est en couple depuis la fac avec Hailey Summers. Il se fiance avec elle en juin 2023. Ils annoncent en décembre 2023 attendre un enfant.
Il est le cousin de Nickeil Alexander-Walker,.

## Pour approfondir